# Oranje-Gedachteniskerk
De Oranje-Gedachteniskerk (Duits: Oranier-Gedächtniskirche) is een van de vijf protestantse kerken in Biebrich, een stadsdeel van Wiesbaden in de Duitse deelstaat Hessen. De kerk is gelegen aan de oever van de Rijn in de buurt van het Slot Biebrich.

## De naam
De naam "Oranje" is afgeleid van Willem van Oranje, de belangrijkste vertegenwoordiger van de Ottoonse linie van het huis van Nassau, die zich als voorvechter van het protestantisme in de Nederlanden te weer stelde tegen Spanje. De kerk werd vaak een protestants bolwerk aan de Rijn genoemd, hetgeen nog versterkt werd doordat gelegen is op een verhoogd terrein bij de rivier.

## Geschiedenis
Na de annexatie van het Hertogdom Nassau door het Koninkrijk Pruisen in 1866 en de bouw van nieuwe fabrieken aan de Rijn groeide de bevolking van Biebrich sterk. Hierdoor werd de Hoofdkerk te klein. Daarom werd begonnen met de bouw van een tweede protestantse kerk in Biebrich, de Oranje-Gedachteniskerk. Het godshuis werd in de stijl van de neogotiek opgetrokken. Op 15 mei 1905 werd de kerk gewijd. Bij de wijding liet keizerin Augusta Victoria een kostbare altaarbijbel overhandigen. In hetzelfde jaar, op 24 mei 1905, bezocht het keizerlijk paar Biebrich, tijdens dit bezoek bezocht keizer Wilhelm de kerk. De kosten van de bouw van het godshuis bedroegen 560.000 Mark, bijna het dubbele van de oorspronkelijk begrote som.

## De kerk tijdens de Wereldoorlogen
De Eerste Wereldoorlog ging bijna ongemerkt aan het gebouw voorbij. Dankzij bescherming van de keizer hoefde de kerk zelfs de klokken niet af te staan. Aan deze periode herinnert rechts in de voorhal van de kerk een monument ter nagedachtenis aan bijna 600 gevallenen. Het beeld, een treurende engel met zwaard, is een creatie van Richard Scheibe (1931). Links en rechts van de engel staan de namen op zandstenen platen vermeld.
Daarentegen liet de Tweede Wereldoorlog duidelijke sporen na. In 1944 moesten drie van de vier klokken worden afgestaan. In de nacht van 2 op 3 februari 1944 werd Biebrich getroffen door een zware luchtaanval. Veel woonhuizen en de oostelijke vleugel werden verwoest. Ook de Oranje-Gedachteniskerk werd getroffen door brandbommen. Het dak, de gewelven en de ramen werden vernietigd, alleen de toren en het muurwerk bleef staan.

## 1945-heden
Na de oorlog werd er nog enige tijd getwijfeld of afbraak van de ruïne niet beter zou zijn, maar uiteindelijk werd gekozen voor herbouw. Op 21 juli 1946 werd begonnen met opruimwerkzaamheden, waarbij veel gemeenteleden hielpen. Op 12 maart 1950 werd de kerk opnieuw ingewijd door Martin Niemöller. Op dezelfde dag kreeg de kerk ook weer klokken. Het kerkgebouw kreeg in 1952 een nieuw orgel. Naar ontwerp van Margret Thomann-Hegner werden er in de jaren 60 nieuwe ramen geplaatst met de voorstellingen Jezus die wordt voorgeleid voor Pilatus en de Uitstorting van de Heilige Geest. Vanaf 1973 werd het interieur gerestaureerd en eind jaren 90 vond er een restauratie van de gevels plaats.